# Breedvoorhoofdkrokodil
De breedvoorhoofdkrokodil, ook wel kortsnuitkrokodil of westafrikaanse dwergkrokodil (Osteolaemus tetraspis) is een krokodilachtige uit de familie echte krokodillen (Crocodylidae) en de onderfamilie Crocodylinae.

## Naam en indeling
De wetenschappelijke naam van de soort werd voor het eerst voorgesteld door Edward Drinker Cope in 1861. De soortaanduiding tetraspis betekent vrij vertaald 'vierplatig' en verwijst naar de vier beenplaten aan de achterzijde van de kop. De ondersoortaanduiding osborni van de ondersoort Osteolaemus tetraspis osborni is een eerbetoon aan de Amerikaanse natuuronderzoeker Henry Fairfield Osborn.

### Ondersoorten
De soort wordt verdeeld in twee ondersoorten, maar in 2010 werd een afwijkende populatie ontdekt in de grotten van de Gabonese provincie Ogooué-Maritime. Deze dieren hadden een duidelijk breder lichaam en waren deels oranje van kleur. Daarnaast bleken ze zo goed als blind en leefden uitsluitend in grotten. Ze aten ook ander voedsel in vergelijking met andere krokodilachtigen, op het menu staan voornamelijk vleermuizen, insecten zoals rechtvleugeligen en daarnaast werden veel algen in de magen aangetroffen. Aangezien er ook significante verschillen in het DNA werden aangetroffen is het mogelijk dat deze populatie in de toekomst tot een andere ondersoort wordt gerekend.
De twee ondersoorten die momenteel worden erkend zijn onderstaand weergegeven, met de auteur en het verspreidingsgebied.
| Naam                          | Auteur        | Verspreidingsgebied             |
| ----------------------------- | ------------- | ------------------------------- |
| Osteolaemus tetraspis osborni | Schmidt, 1919 | Gabon, Kameroen, Congo-Kinshasa |
| Osteolaemus tetraspis         | Cope, 1861    | De rest van het areaal.         |

## Uiterlijke kenmerken
De breedvoorhoofdkrokodil lijkt sterk op de kleinere soorten uit het geslacht gladvoorhoofdkaaimans Paleosuchus, hoewel deze niet voorkomen in Afrika maar in Zuid-Amerika. De breedvoorhoofdkrokodil is een van de kleinste soorten krokodillen, de totale lichaamslengte inclusief de staart bedraagt 1 tot 1,5 meter. Het grootst bekende exemplaar had een totale lichaamslengte van 1,9 meter. Het lichaam is voorzien van een gecompliceerd pantser bestaande uit grotere en kleinere, dikke beenplaten die vooral op de rug, de staart en in de nek aanwezig zijn. Ook boven ieder ooglid is een verdikte benige plaat aanwezig. Ook de buik is voorzien van stevige benige schubben die het pantser completeren.
De krokodil heeft relatief grote ogen, een smalle kop en korte snuit, die enigszins omhoog is gekromd. Oudere exemplaren zijn egaal donkerbruin tot zwart gekleurd, de buik is geelachtig en heeft vele zwarte vlekken. De juvenielen hebben een donkerbruine kleur met afstekende gele strepen aan de flanken evenals een zwarte bandering op het lichaam en de staart. De iris heeft een bruine kleur.
De breedvoorhoofdkrokodil heeft 5 rijen voortanden en 12 tot 13 rijen tanden in de bovenkaak en 14 of 15 rijen kiezen in de onderkaak en heeft totaal dus 60 tot 64 tanden.

## Levenswijze

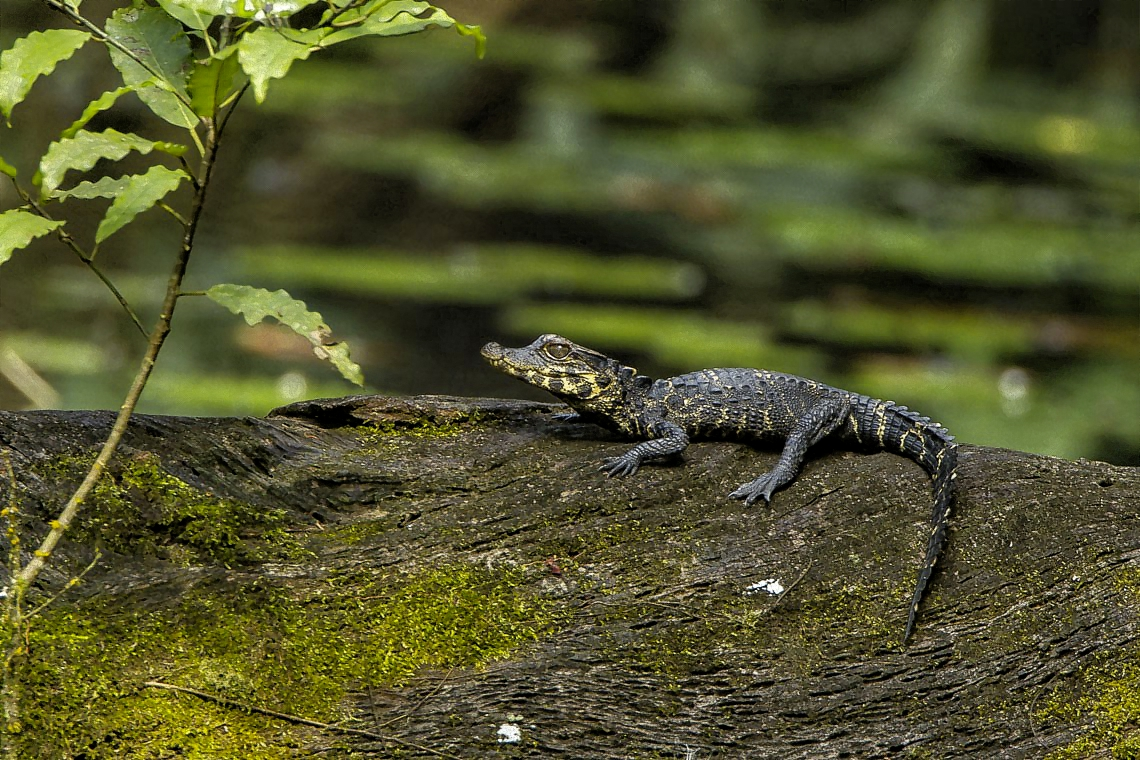
Een juveniel exemplaar uit het natuurgebied Ankasa Conservation Area, Ghana.

De breedvoorhoofdkrokodil is in tegenstelling tot de meeste krokodilachtigen 's nachts actief en wordt maar zelden overdag aangetroffen. De krokodil neemt niet vaak een zonnebad zoals andere krokodillen. De breedvoorhoofdkrokodil vermijdt grotere wateren en komt niet in groepen voor maar leeft solitair. Er wordt vaak een soort hol gegraven in de oever waarvan de opening soms onder water zit, hier schuilt de krokodil overdag om 's nachts actief te worden. Op het menu staan voornamelijk krabben, kikkers en vissen.
Het voedsel bestaat uit kleine vissen, amfibieën, kreeftachtigen, kleine reptielen en waarschijnlijk ook op het land levende dieren. Tijdens het droge seizoen, als er weinig vis in de rivieren zit, eet de krokodil voornamelijk kreeftachtigen. Echter ook fruit wordt gegeten wat uitzonderlijk is voor krokodilachtigen. Juvenielen en met name de net uit het ei gekropen jongen eten voornamelijk insecten en wormen. Later gaan ze wat grotere prooien eten als kikkers, kikkervisjes en kleine vissen.
De vrouwtjes bouwen een heuvel-achtig nest bestaande uit plantendelen en rottend afval en produceren relatie weinig eieren, meestal 10 tot hooguit 20. Ze bewaken het nest tot de jongen al piepend uitkomen waarna de moeder ze uitgraaft. De kleine krokodillen zijn al 30 centimeter lang als ze uit het ei kruipen. De eitjes en zeer jonge krokodillen worden voornamelijk gepredeerd door vogels, rovende zoogdieren, oudere exemplaren hebben voornamelijk de veel algemenere nijlkrokodil (Crocydylus niloticus) en de pantserkrokodil (Crocodylus cataphractus) als voornaamste natuurlijke predatoren.
De mens is echter de belangrijkste vijand, de breedvoorhoofdkrokodil werd voor de Europese kolonisatie van het natuurlijke leefgebied vooral gevangen om het vlees, later werd de soort vooral gedood om de huid voor de vervaardiging van krokodillenleer. Door de vele insluitingen wordt de kwaliteit van de huid niet als bijzonder hoogwaardig beschouwd. In sommige landen, zoals Nigeria, wordt er tegenwoordig nog steeds jacht gemaakt op de krokodil en is het de meest bedreigde reptielensoort. Van alle krokodilachtigen wordt de breedvoorhoofdkrokodil vanwege de relatief kleine lichaamslengte het vaakst aangeboden als huisdier de handel in exotische dieren.

## Verspreiding en habitat

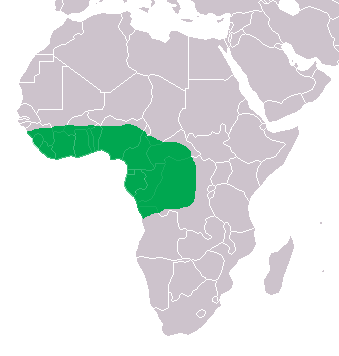
Verspreidingsbied in het groen.

De breedvoorhoofdkrokodil komt voor in delen van westelijk en centraal Afrika en leeft in de landen Angola, Benin, Burkina Faso, Kameroen, Congo-Kinshasa, Equatoriaal-Guinea, Gabon, Gambia, Ghana, Guinee, Guinee-Bissau, Centraal-Afrikaanse Republiek, Ivoorkust, Liberia, Mali, Nigeria, Senegal, Sierra Leone, Togo en Oeganda.
De habitat bestaat uit langzaam stromende wateren in moerassen en rivieren, voornamelijk ondergelopen delen in dichtbegroeide gebieden als bossen. Andere krokodilachtigen leven juist in meer open gebieden en het verschil in habitat wordt veroorzaakt door de geringe lengte van de breedvoorhoofdkrokodil. Hierdoor is de soort een prooi van grotere krokodillen en blijft zo bij deze soorten uit de buurt. Er is een grote overlap met het verspreidingsgebied van de pantserkrokodil (Mecistops cataphractus), die tot bijna twee keer zo groot wordt.

## Beschermingsstatus
Door de internationale natuurbeschermingsorganisatie IUCN is de beschermingsstatus 'kwetsbaar' toegewezen (Vulnerable of VU). De krokodil is nooit sterk bejaagd om de huid vanwege de vele insluitingen die de huid zo goed als waardeloos maken maar er wordt wel op gejaagd vanwege het vlees.